# Stadler GTW+

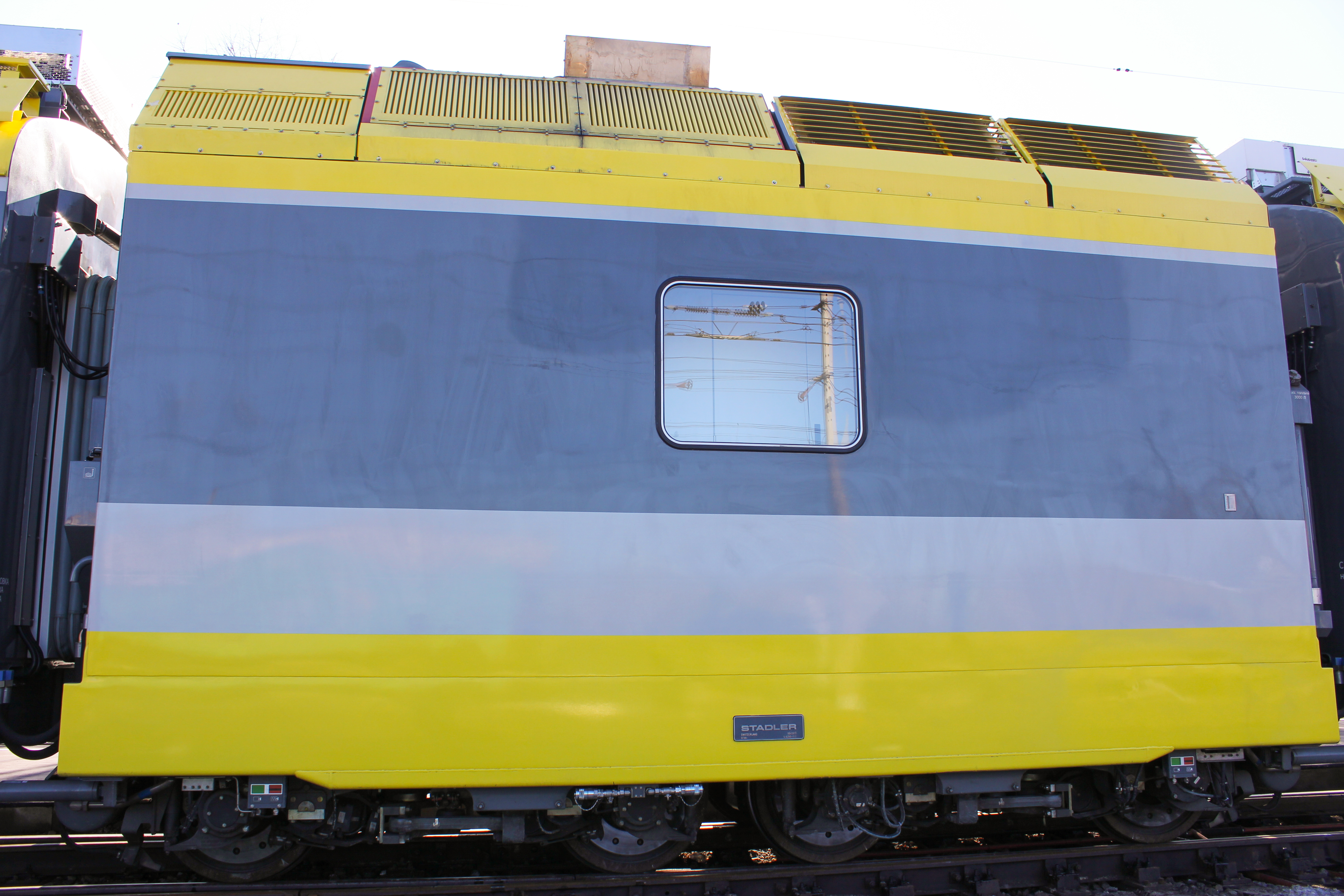
Das vierachsige, von Stadler gelieferte Antriebsmodul ist mit einem Fenster ausgestattet

2013 baute Stadler Rail zwei vierachsige Traktionsmodule GTW+ für Metrowagonmasch, einen russischen Hersteller von Metro- und Dieselfahrzeugen. Ihr Konzept beruht auf dem GTW des gleichen Herstellers, dessen Antriebsmodule jedoch nur zweiachsig sind.
Die beiden Antriebsmodule treiben den Prototyp der Dieseltriebzugreihe DP-M (ДП-М) an, der aus zwei Endwagen, an die jeweils das Antriebsmodul anschließt, und drei Zwischenwagen besteht. Dank des großzügigen russischen Lichtraumprofils finden 652 Fahrgäste auf der engen 3+3-Bestuhlung Platz. Metrowagonmasch besitzt eine Option für weitere 98 Traktionsmodule, konnte aber bis 2016 noch keine Serienfahrzeuge des Typs DP-M verkaufen. Die Russische Eisenbahn wollte eine größere Anzahl von Gelenktriebwagen auf bis zu 70 elektrifizierten und dieselbetriebenen Strecken einsetzen.
Die Cummins-Dieselmotoren haben eine Leistung von 1119 kW. Die klimatisierten Gänge durch die beiden Traktionsmodule sind asymmetrisch angeordnet und besitzen ein Seitenfenster. Die Komponenten sind den Anforderungen des russischen Marktes angepasst.